# 系列世界地图
系列世界地图是以东、西、南、北四个半球为投影中心、改变现行常规地图投影编制的一系列世界地图。系列世界地图由中国科学院高级工程师郝晓光等主持编制。

## 历史

利玛窦绘制的《坤舆万国全图》

长久以来，在中国出版的世界地图只有一种，即将中国放置于地图中心附近、以东经150°为中央经线绘制的世界地图。现行世界地图不符合“左西右东”的常规方向感，而且不利于计算各地区时。2000年，中国科学院测量与地球物理研究所高级工程师郝晓光在湖北省地图院编制出了以零经度为中央经线的“新版世界地图”并申请专利。但由于零经度版的世界地图在欧美国家极为普遍，而且图作者持有“利玛窦编制的以中国为中心的世界地图是为了迎合中国官员的自大心理”的观点，因此引起了极大的争议。

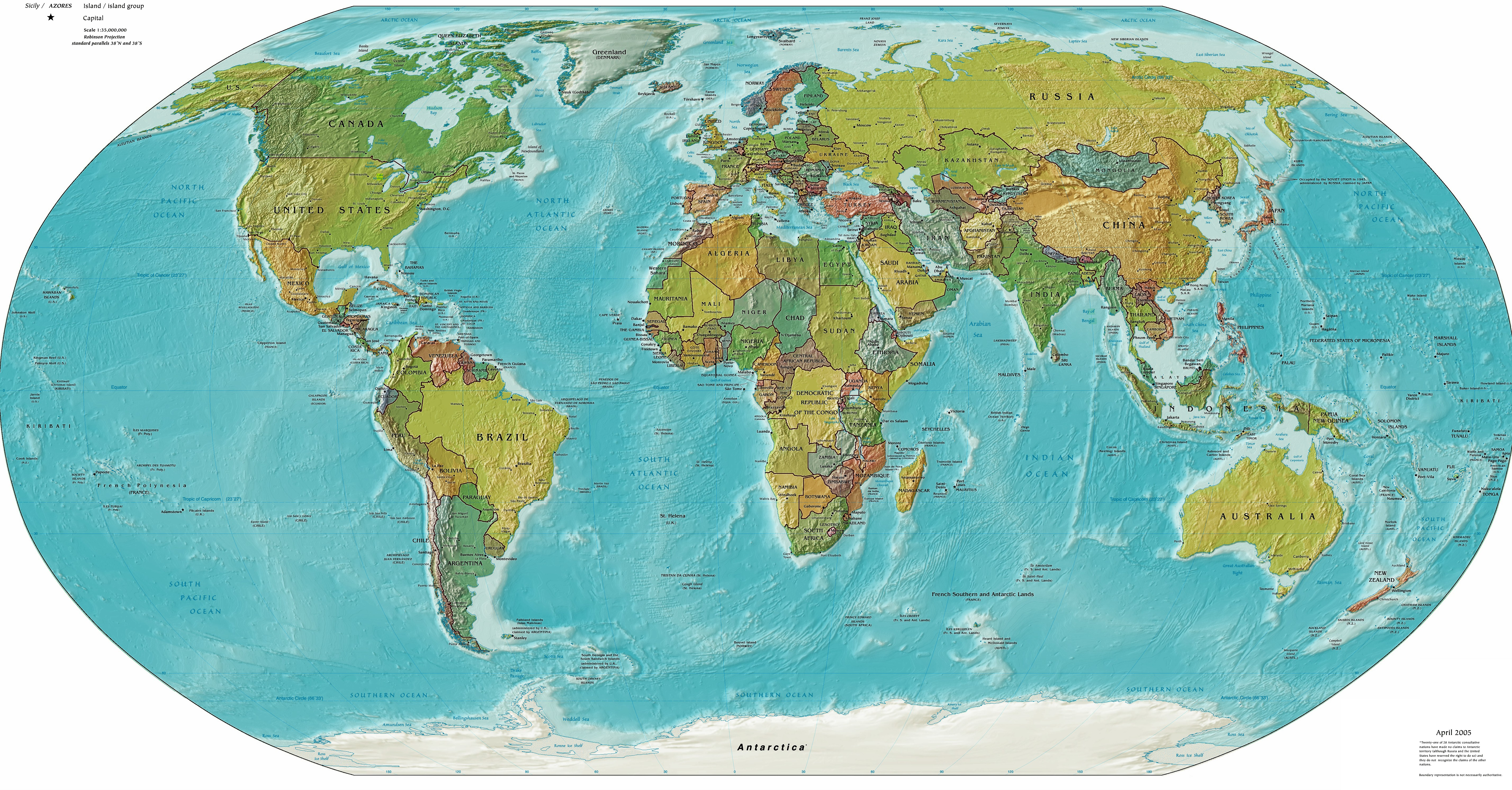
以大西洋为中心的世界地图

由于大量的争议使得“新版世界地图”无法正常出版。2000年10月，郝晓光又发明了一种以纬线为投影中心的“纬线世界地图”并获得了专利，该地图保持了南极和北极地区的完整性。2002年8月，赫晓光的新版世界地图在湖北编制完成。最后，将东西半球版的“经线世界地图”和南北半球版的“纬线世界地图”合称为“系列世界地图”，但由于中国国家测绘局一直没有审核通过，导致难产。
最终在2013年9月得到正式出版。

## 构成
《系列世界地图》由四张单独的世界地图构成，包括东半球版世界地图、西半球版世界地图、北半球版世界地图和南半球版世界地图。
东半球版世界地图即现行常规出版的世界地图，采用等差分纬线多圆锥投影，将中国置于地图中心附近，以东经150°为中央经线。西半球版世界地图亦采用等差分纬线多圆锥投影，以0°经线作为中央经线，将大西洋置于地图中心，用于表达时区及相关概念。
北半球版世界地图采用广义等差分纬线多圆锥投影，将北极放置于地图中心，保持了北极的完整性。南半球版世界地图同样采用广义等差分纬线多圆锥投影，将南极置于地图中心，表现了南极及其周围地区的关系。

## 应用
2004年11月《系列世界地图》被中国第21次南极科考采用为航线图。2004年12月，《系列世界地图》原稿被中国国家图书馆收藏。2005年，《系列世界地图》被中国首次环球大洋科考采用为环球航线示意图。但由于未能通过审核，导致其不能够公开出版，致使《系列世界地图》的影响力有限。
2006年10月，中国科学院测量与地球物理研究所的科研人员在中国测绘学会大地测量专业委员会学术年会中作题为“《北半球版世界地图》的军事意义”的学术报告，提出北斗卫星导航系统“北扩问题”，指出中国北端北极方向的军事战略意义未受足够重视。同年12月召开的专家研讨会确认北扩问题的重要性和紧迫性。
2013年9月至2014年，湖南省地图出版社编制的《竖版世界地势图》、竖版《中华人民共和国地图》等地图出版发行。